# Sukajaya (Sukatani)
Sukajaya is een bestuurslaag in het regentschap Purwakarta van de provincie West-Java, Indonesië. Sukajaya telt 4387 inwoners (volkstelling 2010).